# Henri Stempffer
Henri Stempffer (Parijs, 23 januari 1894 – Parijs, 1 november 1978) was een Franse entomoloog, die was gespecialiseerd in vlinders van de familie van de Lycaenidae (kleine pages, vuurvlinders en blauwtjes).

## Biografie
In 1922 werd hij lid van de Société Entomologique de France (de 'Franse entomologische vereniging') waarvan hij in 1943 de voorzitter werd. Hij was op dat moment werkzaam bij de Banque de France, de centrale bank van Frankrijk.
Hij specialiseerde zich in de Lycaenidae en werd een specialist van wereldfaam, die zijn werk in zowel het Frans als het Engels publiceerde.
In 1967 publiceerde hij een uitgebreid overzicht van de Afrikaanse Lycaenidae in het Bulletin of the British Museum (Natural History).
In 1973 ontving hij de Karl Jordan Medal van de Lepidopterists' Society.
In 1977 schonk hij zijn collectie aan de entomologische afdeling van het Muséum national d'histoire naturelle van Parijs.
Hoewel hij een specialist was op het gebied van de Afrikaanse fauna, was hij nog nooit in Afrika geweest, maar bezocht hij vele landen zoals Italië, Griekenland en Joegoslavië. In 1972 bezocht hij op uitnodiging van Torben B. Larsen Libanon.
Tijdens de Tweede Wereldoorlog maakte hij deel uit van het verzet en ontving hij in 1944 de Ordre de la Libération.
Stempffer overleed op 1 november 1978 in Parijs.

## Publicaties
Hij schreef ongeveer 90 publicaties. De volledige lijst is nooit gepubliceerd. Hij publiceerde in veel verschillende tijdschriften, zoals:
- Contribution à l'étude des Lycaenidae de l'Afrique équatoriale, 1953-1961.
- Contribution à l'étude des Lycaenidae de la faune éthiopienne, 1942-1969.
- Les Lépidoptères de l'Afrique Noire Française. 3. Lycaenidae, 1957.

Zie ook lijst met publicaties op WikiSpecies.
Hij beschreef ongeveer 200 nieuwe taxa voor de wetenschap, de volledige lijst is nooit gepubliceerd.

## Taxa vernoemd naar Stempffer
De volgende 13 soorten zijn naar hem vernoemd:
- Agrilus stempfferi Descarpentries & Villiers, 1963
- Anthene livida stempfferi Storace, 1954
- Calophasia lunula stempfferi Boursin, 1929
- Epitoxis stempfferi Kiriakoff, 1954
- Hewitola stempfferi Jackson, 1962
- Lycaena stempfferi Brandt, 1958
- Oxylides stempfferi Berger, 1981
- Polyommatus stempfferi Brandt, 1938
- Spalgis jacksoni stempfferi Kielland 1985
- Tetrarhanis stempfferi (Berger, 1954)
- Thermoniphas stempfferi Clench, 1961
- Torbenia stempfferi (Collins & Larsen, 2000)
- Tuxentius stempfferi Kielland, 1976

Daarnaast is ook een geslacht van Afrikaanse Lycaenidae naar hem vernoemd: Stempfferia Jackson, 1962.
- Bibliothèque nationale de France: cb11088239g (data)
- International Standard Name Identifier: 0000 0000 5693 7477
- Library of Congress Control Number: no2009033844
- Nederlandse Thesaurus van Auteursnamen: 298179210
- Système universitaire de documentation: 087648016
- Virtual International Authority File: 83561389
- WorldCat: E39PBJp9qqPvYbrtffbk6t6Frq